# Okręty podwodne typu Argonaute
Okręty podwodne typu Argonaute – francuskie okręty podwodne z okresu dwudziestolecia międzywojennego i II wojny światowej. W latach 1928–1935 w stoczni Schneidera w Chalon-sur-Saône zbudowano pięć okrętów tego typu. Jednostki weszły w skład Marine nationale w latach 1932–1935 i pełniły służbę na Morzu Śródziemnym. Wszystkie wzięły udział w działaniach wojennych, a od zawarcia zawieszenia broni między Francją a Niemcami znajdowały się pod kontrolą rządu Vichy. Po lądowaniu Aliantów w Afryce Północnej w listopadzie 1942 roku „Argonaute” został zatopiony nieopodal Oranu przez brytyjskie niszczyciele, a pozostałe cztery jednostki weszły w grudniu w skład marynarki Wolnych Francuzów. Przetrwały działania wojenne, a w 1946 roku zostały sprzedane w celu złomowania.

## Projekt i budowa
Okręty podwodne typu Argonaute zamówione zostały w ramach programów rozbudowy floty francuskiej z 1926 (dwie jednostki), 1927 (jedna) i 1929 roku (dwie ostatnie). Okręty, zaprojektowane przez Eugène’a Schneidera i Maxime’a Laubeufa, należały do ulepszonej w stosunku do 600-tonowych typów Sirène, Ariane i Circé serii jednostek o wyporności 630 ton. Usunięto większość wad poprzedników: okręty charakteryzowały się wysoką manewrowością i krótkim czasem zanurzenia; poprawiono też warunki bytowe załóg.
Wszystkie jednostki typu Argonaute zbudowane zostały w stoczni Schneidera w Chalon-sur-Saône . Stępki okrętów położono w latach 1927–1931, a zwodowane zostały w latach 1929–1932.
| Okręt               | Stocznia  | Początek budowy  | Wodowanie       | Wejście do służby |
| ------------------- | --------- | ---------------- | --------------- | ----------------- |
| „Argonaute” (NN6)   | Schneider | 19 grudnia 1927  | 23 maja 1929    | 1 czerwca 1932    |
| „Aréthuse” (NN7)    | Schneider | 6 stycznia 1928  | 8 sierpnia 1929 | 14 lipca 1933     |
| „Atalante” (Q162)   | Schneider | 17 sierpnia 1928 | 5 sierpnia 1930 | 18 września 1934  |
| „La Vestale” (Q176) | Schneider | 30 stycznia 1931 | 25 maja 1932    | 18 września 1934  |
| „La Sultane” (Q177) | Schneider | 5 lutego 1931    | 5 sierpnia 1932 | 20 maja 1935      |

## Dane taktyczno-techniczne
Jednostki typu Argonaute były średniej wielkości okrętami podwodnymi o konstrukcji dwukadłubowej. Długość między pionami wynosiła 63,4 metra, szerokość 6,4 metra i zanurzenie 4,24 metra . Wyporność normalna w położeniu nawodnym wynosiła 630 ton, a w zanurzeniu 798 ton. Okręty napędzane były na powierzchni przez dwa dwusuwowe silniki wysokoprężne Schneider-Carels o łącznej mocy 1300 KM. Napęd podwodny zapewniały dwa silniki elektryczne o łącznej mocy 1000 KM. Dwuśrubowy układ napędowy pozwalał osiągnąć prędkość 14 węzłów na powierzchni i 9 węzłów w zanurzeniu. Zasięg wynosił 2300 Mm przy prędkości 13,5 węzła w położeniu nawodnym (lub 4000 Mm przy prędkości 10 węzłów) oraz 82 Mm przy prędkości 5 węzłów w zanurzeniu . Zbiorniki paliwa mieściły 65 ton oleju napędowego. Dopuszczalna głębokość zanurzenia wynosiła 80 metrów .
Okręt wyposażony był w osiem wyrzutni torped: trzy stałe kalibru 550 mm na dziobie, jedną zewnętrzną kalibru 550 mm na rufie, podwójny zewnętrzny obracalny aparat torpedowy kalibru 550 mm oraz podwójny zewnętrzny obracalny aparat torpedowy kalibru 400 mm . Łącznie okręt przenosił dziewięć torped, w tym siedem kalibru 550 mm i dwie kalibru 400 mm . Uzbrojenie artyleryjskie stanowiło umieszczone przed kioskiem działo pokładowe kalibru 75 mm M1928 L/35 oraz pojedynczy wielkokalibrowy karabin maszynowy Hotchkiss kalibru 13,2 mm L/76 . Jednostki wyposażone też były w hydrofony .
Załoga pojedynczego okrętu składała się z 3 oficerów oraz 38 podoficerów i marynarzy.

## Służba
Wszystkie okręty typu Argonaute weszły do służby w Marine nationale między 1932 a 1935 rokiem . Jednostki otrzymały numer burtowy NN6–NN7, Q162 i Q176–Q177 . W momencie wybuchu II wojny światowej wszystkie okręty pełniły służbę na Morzu Śródziemnym, wchodząc w skład 17. dywizjonu 6. eskadry 4. Flotylli okrętów podwodnych w Bizercie („Aréthuse”, „Atalante”, „La Vestale” i „La Sultane”) i 19. dywizjonu 1. Flotylli okrętów podwodnych w Tulonie („Argonaute”) . W czerwcu 1940 roku okręty nadal znajdowały się w składach swoich dywizjonów, przechodząc remonty . W listopadzie 1940 roku rozbrojone w myśl postanowień zawieszenia broni jednostki znajdowały się w Tulonie pod kontrolą rządu Vichy .
8 listopada 1942 roku „Argonaute” wziął udział w próbie odparcia desantu Aliantów na Oran, jednak tuż po opuszczeniu portu jednostka została wykryta i zatopiona ogniem artylerii oraz bombami głębinowymi przez niszczyciele HMS „Achates” i HMS „Westcott”. Pozostałe cztery okręty typu Argonaute w grudniu 1942 roku weszły w skład marynarki Wolnych Francuzów . W 1943 roku okręty poddano modernizacji, w wyniku której zamiast wkm kal. 13,2 mm zamontowano pojedyncze działko przeciwlotnicze Oerlikon kal. 20 mm L/70 . We wrześniu i październiku 1943 roku „Aréthuse” wraz z innymi okrętami francuskimi wzięła udział w zdobyciu Korsyki.
W 1944 roku „Aréthuse”, „Atalante” i „La Vestale” odstawiono do rezerwy . W 1946 roku wszystkie cztery jednostki zostały sprzedane na złom .